# Брегвадзе Нані Георгіївна
Нані Гео́ргіївна Брегва́дзе (груз. ნანი ბრეგვაძე; 21 липня 1936, Тбілісі) — грузинська співачка, Народна артистка СРСР (1983).

## Біографія
Народилася в Тбілісі в родині актора Георгія Бреґвадзе і Ольги Мікеладзе. Сім'я видалася надзвичайно музикальною — прабабуся була професійною співачкою, співала також мама і всі діти. Батько був актором і тітка, сестра матері працювала солісткою народного хору Грузії. Вперше почала співати у віці 6 років. Була студенткою Тбіліської державної консерваторії по класу фортепіано. По закінченні консерваторії почала співати в оркестрі «Ретро». З 1964 р. почала виступати в складі ансамблю «Орера», де була виконавцем протягом 15 років. З 1980 р. виступає з сольними концертами, виконує популярні пісні і романси. Отримала спочатку звання заслуженої, а пізніше народної артистки Грузинської РСР, а у 1983 р. — Народної артистки СРСР.
21 липня 2008 р. отримала російський Орден Дружби Народів, а під час Російсько-грузинської війни 2008 р. відмовилася від ювілейних концертів у Росії.
Почесна громадянка Тбілісі (1995).

## Фільмографія
- 1969 — «Москва в нотах» (телефільм-концерт)
- 1970 — «Орера, вперед!»
- 1971 — «Намисто для моєї коханої»
- 1985 — «Блакитні міста»
- 1981 — «Дякую за нельотну погоду» (телефільм-концерт)
- 1987 —  «Час нашого дитинства»
- 1991 — «Я хрещений батько Пеле»

## Нагороди
- Президентський орден Сяйво (Грузія, 2010)[4]